# Twin Towers 2 (No Fly Zone)
Twin Towers 2 (No Fly Zone) — спільний мікстейп американських реперів Waka Flocka Flame та Slim Dunkin, виданий 21 жовтня 2011 р. Гости: DJ Spinz, DJ Teknikz і DJ Kashis. Реліз є сиквелом Twin Towers (2009) та останнім спільним альбомом виконавців, оскільки 16 грудня 2011 Slim Dunkin застрелили у студії звукозапису.
На DatPiff мікстейп має срібний статус (за критеріями сайту), його безкоштовно завантажили понад 76 тис. разів. На «Blindside» існує відеокліп, де також знявся на той час 8-річний син Slim Dunkin.

## Список пісень
Продюсер № 2, 3, 5 — Лекс Люґер; № 4 — DJ Spinz; № 6-10, 12, 15 — SouthSide; № 13 — Drumma Boy; № 16 — Mike WiLL Made It.
1. «Intro»
2. «Koolin' It» (з участю YG Hootie та Kebo Gotti)
3. «Wrong One ta Try» (з участю French Montana)
4. «Atlanta Girl»  (з участю Quez)
5. «Lightz On»  (з участю Gucci Mane)
6. «BMW» (з участю D-Bo)
7. «Let Me See You Do It» (з участю Wooh da Kid)
8. «Blindside»
9. «Band Pop»
10. «Flex» (з участю D-Bo та Capp)
11. «Hi-Jackin' Planez»
12. «Drop It Girl» (з участю Capp, P Ceeze та Gates)
13. «Fresh as Fuck» (з участю Gucci Mane та Rocko)
14. «Banned from the Club» (з участю Yung Joey)
15. «R.I.P.» (з участю Alley Boy та Trouble)
16. «Baddest in the Room»
17. «No Pressure» (з участю Rich Kidz)
18. «Hundreds» (з участю YC та Jody Breeze)
19. «Double Up Freestyle» (з участю Bezo та Dame)